# Donax trunculus
La coquina (Donax trunculus) es un molusco bivalvo acéfalo de la familia Donacidae.
Son moluscos pequeños, de 2-4 cm de media, y 5 cm las más grandes. La concha es ovalada, y cuneiforme, de tacto fino y suave y el color varía entre blanco amarillento a púrpura. Se le denomina también coquina truncada para diferenciarla de otras especies de Donax como la coquina xarleta (Donax vittatus). La tellina o tellerina es similar y es normal confundirla con la coquina, pero son especies diferentes.
Tradicionalmente se pueden desenterrar con el mismo pie, aunque hoy en día existen instrumentos especiales de arrastre para capturar varias coquinas de vez. Se hace cuando la marea baja. A este oficio de le llama coquinero. En España se capturan en Galicia, Valencia
y Andalucía occidental, Costa de Huelva y Cádiz, Cataluña  , Delta del Ebro donde también más se consumen.

Es normal equivocar la orientación de las valvas, es decir, ubicar erróneamente el extremo anterior y posterior del animal y por tanto confundir la valva izquierda con la derecha, porque sus valvas tienen ciertas características contrarias a la mayoría de bivalvos: el umbo de Donax trunculus es opistogiro, apunta hacia el extremo posterior (en vez de hacia el anterior, como es lo común), y la porción anterior de la valva (si se divide la valva en dos trazando un eje transversal desde el umbo) es la más amplia y elongada, mientras que la porción posterior es más reducida, justo al revés de lo que sucede comúnmente en otros bivalvos. Sin embargo, se puede orientar sin problema si se consigue distinguir el seno paleal en el interior de la valva, que en esta especie precisamente es bastante profundo y patente, y que siempre está dirigido al extremo posterior del animal.

Donax trunculus trunculus valva derecha

Donax trunculus adriaticus valva derecha
Donax trunculus adriaticus valva izquierda

Donax trunculus trunculus valva izquierda

Donax trunculus trunculus var. flaveolus valva derecha
Donax trunculus trunculus var. flaveolus valva izquierda

Donax trunculus trunculus var. subplanus valva derecha
Donax trunculus trunculus var. subplanus valva izquierda

- Donax trunculus adriaticus
valva derecha
- Donax trunculus adriaticus
valva izquierda

Donax trunculus anatinus valva derecha
Donax trunculus anatinus valva izquierda

## Reproducción
Se trata de un molusco unisexual y con fecundación externa, expulsando sus huevas al agua. Al eclosionar éstas, nacen las larvas que quedan suspendidas en el agua (plancton) hasta que desarrollan la concha y se establecen en el fondo marino.

## Distribución
Se extiende por los fangos de marismas, desembocaduras de ríos, y costas de Europa, tanto en el Atlántico Norte como en el Mediterráneo, enterrada a poca profundidad en la arena cerca de la costa, hasta unos 15-20 centimetros de profundidad (nivel inframareal).

## Gastronomía
Por su sabor fino y sabroso, en la península ibérica y en Italia las coquinas se consideran un manjar. Su uso gastronómico equivale al de la almeja (se pueden hacer, por ejemplo, coquinas a la marinera, derivado del plato gallego de almejas a la marinera), pudiéndose servir crudas, salteadas, en sopas, con arroz.
En la isla de Cerdeña hay un plato típico llamado fregula con le Arselle, que consiste en un tipo de pasta local preparada con coquinas.
Por su sabor delicado, se recomienda no condimentarla mucho. Una de las maneras más populares y tradicionales de cocinarlas es sólo con ajo, perejil y aceite. Luego se sirve como aperitivo o entrante acompañado de vino.